# 松下進 (照明デザイナー)
松下進（まつしたすすむ、1966年3月25日 - ）は日本の照明デザイナー、光環境デザイナー。男性。

## 経歴
1966年、奈良に生まれる。京都大学工学部建築系学科卒業後、同大学院工学研究科建築学第二専攻を修了。東芝ライテック（株）を経て、2000年に松下進建築・照明設計室を設立。住宅照明から中国の都市景観照明まで幅広い分野での照明デザインを行う。社会人ドクターとして京都大学大学院工学研究科建築学専攻博士後期課程を修了、博士（工学）。一級建築士および照明プロフェッショナル(照明学会認定)。

## 主なプロジェクト
- プラウドシティ池袋本町外観・外構
- LCCM住宅デモンストレーション棟
- 中尊寺金色堂・讃衡蔵
- 平等院鳳凰堂LEDライトアップ
- 袋田の滝ライトアップ
- JR新宿ミライナタワー
- 中尊寺紅葉ライトアップ
- JR横浜タワー
- ホテルメトロポリタン川崎
- JR川崎タワー

## 受賞経歴
- 照明学会 日本照明賞
- 照明学会 照明施設賞
- 照明学会 照明普及賞
- 照明学会 照明デザイン奨励賞
- IES(北米照明学会) Illumination Awards/ Award of Merit
- LIT Lighting Design Awards/ Honorable Mention
- 環境省 省エネ・照明デザインアワード 優秀事例など

## 主な学会活動
- 国土交通省総合技術開発プロジェクト エネルギーと資源の自立循環型住宅・都市基盤整備支援システムの開発 自立循環型住宅開発委員会 昼光利用・照明システム委員会 委員
- 照明学会 省エネと快適性を目的とした住宅照明に関する研究調査委員会 委員
- 照明学会 空間の明るさ感に基づく照明デザインに関する研究調査委員会 委員
- 照明学会 住宅照明基準改正委員会 委員
- 日本建築学会 光環境デザインWG 委員など

## 著書
- 図解入門 よくわかる 最新 照明の基本と仕組み（秀和システム）